# Осман, Элис
Э́лис Мэй О́сман (англ. Alice May Oseman; род. 16 октября 1994, Чатем, Кент, Англия) — английская писательница художественной литературы для молодежи. Она заключила свой первый издательский контракт в 17 лет, а её первый роман Solitaire был опубликован в 2014 году. Она также является автором Radio Silence, I Was Born for This, Loveless и веб-комикса «Heartstopper. С замиранием сердца». Её романы посвящены современной подростковой жизни в Великобритании и получили несколько наград — Inky Awards и United By Pop Awards.

## Ранняя жизнь и образование
Осман родилась в Чатеме, графство Кент, и выросла в деревне недалеко от Рочестера со своим младшим братом Уильямом, посещала Рочестерскую гимназию. Осман получила степень бакалавра искусств по английской литературе в Даремском университете в 2016 году.

## Карьера
Дебютный роман Осман Solitaire был опубликован издательством HarperCollins в 2014 году. В нём рассказывается история Тори Спринг, пессимистичной девочки-подростка, которая встречает Майкла, свою полную противоположность — невероятного оптимиста. Они пытаются выяснить, кто стоит за розыгрышами в их школе, которые становятся все более серьёзными по мере развития романа. Среди других персонажей — её брат Чарли, который имеет тяжелое расстройство пищевого поведения. Далее он более подробно исследуется в веб-комиксе Осман «Heartstopper. С замиранием сердца». Роман исследует такие темы, как дружба, проблемы психического здоровья, расстройства пищевого поведения и отношения ЛГБТ+.
Осман опубликовала две электронные книги-новеллы, основанные на персонажах из романа Solitaire, под названием Nick and Charlie (июль 2015 г.) и This Winter (ноябрь 2015 г.). Обе были опубликованы издательством Harper Collins Children’s Books.
В 2016 году Осман опубликовала свой второй роман Radio Silence. Роман повествует о Фрэнсис Жанвье, отличнице, чья жизнь вращается вокруг её поступления в Кембридж, которая встречает застенчивого создателя своего любимого подкаста Аледа Ласта. Такие темы, как академическое давление, отношения и идентичность ЛГБТ+, занимают центральное место в романе. Осман открыто говорила в интервью о том, что опыт Фрэнсис в Radio Silence был похож на её собственное школьное давление и более позднее разочарование в академических кругах после её учёбы в Даремском университете. Этот роман получил высокую оценку за то, что в нём представлены персонажи разных национальностей, гендеров и полов. Осман часто писала о важности писать разнообразно в своем блоге и говорила об отсутствии разнообразия в Solitaire в интервью. Роман получил в 2017 году премию Silver Inky Award в категории молодёжной литературы для взрослых.
Третья книга Осман под названием I Was Born for This была опубликована в мае 2018 года. Она рассказывает историю о Фереште «Ангел» Рахими и Джимми Кага-Риччи. История о группе под названием The Ark и их фэндоме, с особым акцентом на фэндоме среди подростков. Изабелла Стока, автор The Nerd Daily, сказала, что ей «хотелось бы, чтобы это было немного по-другому, и, возможно, еще одна или две главы не повредили бы истории».
Осман также является автором и художником веб-комикса «Heartstopper. С замиранием сердца», в котором рассказывается о романтических отношениях между Чарли Спрингом (братом Тори Спринг) и Ником Нельсоном, оба из которых являются персонажами, фигурирующими в романе Solitaire. Первые четыре тома комикса были приобретены Hachette Children’s Group. Первый том был опубликован в октябре 2018 г., второй том — в июле 2019 г., третий том — в феврале 2020 г. и четвёртый том — в мае 2021 г..
Романы Осман хвалили за то, что они «отзывчивы» и реалистичны в отношении изображения современной подростковой жизни. Её первая книга Solitaire получила особую похвалу из-за её юного возраста на момент заключения издательской сделки.
В 2018 году, чтобы отпраздновать выпуск третьего романа для молодежи I Was Born for This, все изданные книги Осман получили новые одинаковые обложки. Обложки с новым дизайном были выпущены в мае вместе с новой книгой.
В июле 2020 года Осман опубликовала книгу Loveless, основанную на её собственном опыте учёбы в университете.

## Адаптации
See-Saw Films приобрела телевизионные права на веб-комикс «Heartstopper. С замиранием сердца» в 2019 году. 20 января 2021 года стало известно, что Netflix заказал телеадаптацию комикса. Сценарий написала Осман, а режиссёром выступил Эйрос Лин. Исполнительный продюсер — Патрик Уолтерс из See-Saw Films. Кит Коннор и Джо Лок исполняют роли Ника и Чарли соответственно. Премьера состоялась 22 апреля 2022 года.

## Личная жизнь
Продвигая Loveless, Осман рассказала о своей аромантической асексуальности. Осман использует местоимения она/её и они/их.

## Награды и номинации

### Книжные награды
| Год  | Награда                          | Категория                                     | Номинант                                 | Результат |
| ---- | -------------------------------- | --------------------------------------------- | ---------------------------------------- | --------- |
| 2017 | Inky Awards                      | Международная художественная литература       | Radio Silence                            | Победа    |
| 2018 | United By Pop Awards             | Книга года                                    | I Was Born for This                      | Победа    |
| 2020 | Goodreads Choice Awards          | Лучший графический роман и комикс             | Heartstopper. С замиранием сердца: Том 3 | Победа    |
| 2021 | The Bookseller Awards            | Книга года                                    | Loveless                                 | Победа    |
| 2022 | British Book Awards              | Детская иллюстрированная книга года           | Heartstopper. С замиранием сердца: Том 4 | Победа    |
| 2022 | Waterstones Book of the Year     | Книга года                                    | Heartstopper. С замиранием сердца: Том 1 | Победа    |
| 2022 | Books Are My Bag Readers' Awards | Прорывной автор                               | Элис Осман                               | Победа    |
| 2022 | Books Are My Bag Readers' Awards | Вибор читателей                               | Heartstopper. С замиранием сердца        | Победа    |
| 2022 | Goodreads Choice Awards          | Лучший графический роман и комикс             | Heartstopper. С замиранием сердца: Том 4 | Победа    |
| 2022 | Goodreads Choice Awards          | Лучшая подростковая художественная литература | Loveless                                 | Номинация |
| 2022 | Book Shimmy Awards               | Pagemaster                                    | Элис Осман                               | Ожидается |
| 2022 | Book Shimmy Awards               | Графический роман                             | Heartstopper. С замиранием сердца: Том 4 | Ожидается |
| 2023 | British Book Awards              | Детская иллюстрированная книга года           | The Heartstopper Yearbook                | Номинация |
| 2023 | Hay Festival                     | Медаль за художественную литературу           | Элис Осман                               | Победа    |

### Телевизионные награды
| Год  | Награда                                 | Категория                                      | Номинант      | Результат |
| ---- | --------------------------------------- | ---------------------------------------------- | ------------- | --------- |
| 2022 | Attitude Awards                         | Телевизионная награда                          | Трепет сердца | Победа    |
| 2022 | C21 International Drama Awards          | Лучший комедийно-драматический сериал          | Трепет сердца | Номинация |
| 2022 | Children's and Family Emmy Awards       | Выдающаяса подростковая программа              | Трепет сердца | Победа    |
| 2022 | Children's and Family Emmy Awards       | Выдающийся сценарий для подростковой программы | Трепет сердца | Победа    |
| 2022 | Dorian Awards                           | Лучшее ЛГБТК шоу                               | Трепет сердца | Победа    |
| 2022 | Dorian Awards                           | Лучшая телевизионная драма                     | Трепет сердца | Номинация |
| 2022 | National Television Awards              | Новая драма                                    | Трепет сердца | Номинация |
| 2022 | Rose d'Or Awards                        | Комедийная драма и ситком                      | Трепет сердца | Номинация |
| 2022 | TV Choice Awards                        | Лучшая новая драма                             | Трепет сердца | Победа    |
| 2023 | British Academy Television Craft Awards | Сценарист: Драма                               | Трепет сердца | Номинация |
| 2023 | GLAAD Media Awards                      | Видающаяся программа для детей и семьи         | Трепет сердца | Победа    |
| 2023 | Kidscreen Awards                        | Лучший новый сериал - подростки                | Трепет сердца | Победа    |
| 2023 | Kidscreen Awards                        | Лучший сериал с живыми актёрами - подростки    | Трепет сердца | Победа    |
| 2023 | Kidscreen Awards                        | Лучшая инклюзивность - подростки               | Трепет сердца | Номинация |
| 2023 | Queerty Awards                          | Телевизионная комедия                          | Трепет сердца | Победа    |
| 2023 | Satellite Awards                        | Лучший драматический сериал                    | Трепет сердца | Ожидается |
| 2023 | Visionary Arts Awards                   | Телевизионное шоу года                         | Трепет сердца | Ожидается |

### Комментарии
1. ↑  Осман использует местоимения она/её и они/их. В этой статье для согласованности используются местоимения женского рода.